# LATV
LATV (Latino TV) es una cadena de televisión estadounidense bilingüe de música y entretenimiento. LATV ha estado en el aire en el mecado de Los Ángeles, California desde el año 2001 y ahora se distribuye principalmente a través de señal digital en los Estados Unidos. La programación de LATV es dirigido a los jóvenes adultos con edades comprendidas entre 18 a 34. La cadena ofrece programas de entretenimiento y música a sus afiliados, 24 horas al día, siete días de la semana.

## Canales afiliados
Lista de canales afiliados a la cadena LATV.

Arizona
- KWBA (58.2) Tucson

California
- KAJB-TV (54.2) El Centro
- KSEE (24.3) Fresno
- KJLA (57.4) Los Ángeles
- KTVU (2.2) San Francisco

Florida
- WPLG (10.2) Miami
- WKMG (6.2) Orlando
- WVEA (62.2) Tampa

Idaho
- KPVI (6.3) Pocatello

Nevada
- KLAS (8.2) Las Vegas
- KRNV (4.2) Reno

Nuevo México
- KLUZ-TV (41.2) Albuquerque

Puerto Rico
- WSJP (30) Puerto Rico

Texas
- KFDA (10.4) Amarillo
- KINT-TV (26.3) y KTFN (65.3) El Paso
- KDAF (33.2) Dallas
- KPRC (2.3) Houston
- KLDO (27.2) Laredo
- KNVO (48.3) Brownsville y McAllen
- KWES (9.2) Odessa
- KSAT (12.2) San Antonio

México (via canales de ciudades fronterizas)
- KAJB-TV (54.2) Mexicali y San Luis Río Colorado
- KINT-TV (26.3) y KTFN (65.3) Ciudad Juárez
- KNVO (48.3) Heroica Matamoros y Reynosa
- KLDO (27.2) Nuevo Laredo
- XHAS (33.2) San Diego, California y Tijuana, Baja California, México